# 7. Sicherungs-Division
Die 7. Sicherungs-Division war ein Großverband der deutschen Kriegsmarine im Zweiten Weltkrieg.

## Geschichte
Die Division wurde im März 1943 für Sicherungsaufgaben im Bereich Sizilien/italienische Westküste aufgestellt. Das Stabshauptquartier lag zunächst in Trapani, ab Mai 1944 in Livorno und ab September 1943 in Genua-Nervi. Die Unterstellung erfolgte unter das Marinekommando Italien, später unter das Marineoberkommando Süd.
Mit der Auflösung der Dienststelle des Deutschen Seetransportchefs Italien im Januar 1944 wurde die 2. und die 4. Landungsflottille zusätzlich der Division unterstellt.
Taktisch war ab Januar 1945 die 10. Torpedoboot-Flottille der Division unterstellt.

## Kommandeure
- Kapitän zur See Heinrich Bramesfeld (März 1943 bis Mai 1943), ehemaliger Kommandeur der 1. und 2. Sicherungs-Division
- Fregattenkapitän Karl Bergelt (Mai/Juni 1943), später Kommandeur der 3. Sicherungs-Division und Befehlshaber der Sicherungsstreitkräfte
- Fregattenkapitän d. R. Karl Diederichs (Juni 1943 bis Januar 1944)
- Kapitän zur See Hans Rehm (Februar 1944 bis Kriegsende)

## Gliederung
- 6. Räumbootsflottille
- 11. Räumbootsflottille
- 22. U-Bootsjagdflottille
- 3. Geleitflottille, aufgelöst im Juli 1944
  - Minenschiffgruppe Westitalien, im Mai 1943 aufgestellt und ab Juni 1944 zur 13. Sicherungsflottille zusammengelegt
- 4. Geleitflottille, aufgelöst im August 1943
- 1. Transportflottille
- 2. Landungsflottille, ab Januar 1944, aber bereits im Februar 1944 aufgelöst
- 4. Landungsflottille, ab Januar 1944
- 70. Minensuchflottille, ab Oktober 1944 zur 13. Sicherungsflottille

## Bekannte Divisionsangehörige
- Kapitänleutnant Erich Wasmund: von Juni 1944 bis September 1944 Erster Admiralstabsoffizier